# Jochen Babock
Jochen Babock (ur. 26 sierpnia 1953 w Erfurcie) – niemiecki bobsleista reprezentujący NRD, złoty medalista igrzysk olimpijskich i mistrzostw Europy.

## Kariera
Początkowo Babock uprawiał lekkoatletykę. Największy sukces w bobslejach osiągnął w 1976 roku, kiedy wspólnie z Meinhardem Nehmerem, Bernhardem Germeshausenem i Bernhardem Lehmannem wywalczył złoto w czwórkach. Był to jego jedyny start olimpijski. Ponadto reprezentacja NRD w składzie Meinhard Nehmer, Bernhard Germeshausen, Jochen Babock i Hans-Jürgen Gerhardt zdobyła w tej samej konkurencji złoty medal podczas mistrzostw Europy w Winterbergu w 1979 roku. Nigdy nie zdobył medalu na mistrzostwach świata. Za osiągnięcia sportowe został w 1976 roku odznaczony Orderem Zasługi dla Ojczyzny.